# Валандово
Валандово (мкд. Валандово) је град у Северној Македонији, у југоисточном делу државе. Валандово је седиште истоимене општине.

## Географија
Град Валандово је смештено у југоисточном делу Северне Македоније. Од најближег већег града, Струмице, насеље је удаљено 20 km јужно. Валандово је раскрсница путева према Струмици или према Дојрану, или пак према магистралном путу E75 Скопље — Солун.
Рељеф: Валандово се налази у историјској области Бојмија. Валандово је смештено на јужним падинама планине Плавуш. Око насеља пружа се Ђевђелијско-Валандовско поље.
Клима: Месна клима је измењена континентална са значајним утицајем Егејског мора (жарка лета). Стога се овде гаје и типично средоземне биљке, попут маслина, смокава и шипка.
Воде: Кроз Валандово тече Анска река, која се пар километара западно улива у реку Вардар.

## Историја
У близини Валандова, на брду Исар, код села Марвинци, налази се важно археолошко налазиште. По многим стручњацима то би могао бити антички град Идомена. Код села Деделија налази се некропола из гвозденог доба, са тзв. „Мозаицима из Валандова“.
Становници Валандова кажу за своје место да је за време Римског царства било познато као „Мали Константинопољ“, а у средњем веку као „Место Маркових Кула“.
Валандово се први пут спомиње као насеље у документу српског цара Стефана Душана из 12. јуна — 1349. под именом 'Алавандово.
7. децембра 1899. у време Османског царства догодила се тзв. „Валандовска афера“, када је ухапшено више од 250 симпатизера ВМРО-а из места и околине због своје револуционарне делатности.
По статистици секретара Бугарске егзархије, 1905. године у Валандову је живело 560 Словена, верника Цариградске патријаршије, 312 Словена, верника Бугарске егзархије, 285 Турака и 90 Цигана., а у том, отоманском периоду, у Валандову су радиле грчка и бугарска школа.
У Првом светском рату Борба око Валандова априла 1915. догодила се када су бугарски комити прешли преко границе са Краљевином Србијом.

## Становништво
Национални састав по попису из 2021. године било је 3.671 становника.
| \| Национални састав према попису из 2021.[5] \| Национални састав према попису из 2021.[5] \| Национални састав према попису из 2021.[5] \| Национални састав према попису из 2021.[5] \| Национални састав према попису из 2021.[5] \| \| ------------------------------------------ \| ------------------------------------------ \| ------------------------------------------ \| ------------------------------------------ \| ------------------------------------------ \| \| \| \| \| \| \| \| Македонци \| Македонци \| \| 3.393 \| 92,4% \| \| Срби \| Срби \| \| 47 \| 1,3% \| \| Турци \| Турци \| \| 47 \| 1,3% \| \| непописани \| непописани \| \| 130 \| 3,5% \| |            |  |       |       |
| Национални састав према попису из 2021. |            |  |       |       |
| |            |  |       |       |
| Македонци | Македонци  |  | 3.393 | 92,4% |
| Срби | Срби       |  | 47    | 1,3%  |
| Турци | Турци      |  | 47    | 1,3%  |
| непописани | непописани |  | 130   | 3,5%  |

Претежна вероисповест је православље.

## Култура
Поред Валандова, на планини Плавуш налази се манастирска црква Светог Ђорђа, чији темељи потичу од истоимене цркве из 1349. године. Доласком Турака црква је претворена у манастир градњом зидова око ње. Грађевина је доживела бројне преградње током прошлих векова.
Валандово је од 1985. године домаћин Валандовског фестивала, фестивал македонске народне музике. Од 1989. године, фестивал се одржава на отвореној позорници са 1.200 седишта, све то преноси и национална телевизија, тако да тај догађај има бројне поклонике. Валандовски фестивал, издао је до данас преко 35 плоча и аудио и видео касета.
- Куриозитет овог фестивала да је 1993. године, одржан у граду Сиднеју, Аустралија јер тамо живи велики број Македонаца.

У Валандову се одвија и традиционална манифестација „Ракијада“ у којој се учесници такмиче у печењу лозове ракије.

## Галерија
- Валандово 1930. године
- Поглед на Валандово са Плавуша
- Ђорге Иванов, председник Северне Македоније, родом из Валандова
- Градски базен

## Познате личности
- Ђорге Иванов, бивши председник Северне Македоније.